# Guécélard
Guécélard é uma comuna francesa na região administrativa do País do Loire, no departamento de Sarthe. Estende-se por uma área de 12.2 km². Em 2010 a comuna tinha 3 115 habitantes (densidade: 255,3 hab./km²).